# Сент-Аньес (Приморские Альпы)
Сент-Анье́с (фр. Sainte-Agnès) — коммуна на юго-востоке Франции в регионе Прованс — Альпы — Лазурный берег, департамент Приморские Альпы, округ Ницца, кантон Ментона. До марта 2015 года коммуна административно входила в состав упразднённого кантона Ментона-Уэст (округ Ницца).
Площадь коммуны — 9,37 км², население — 1179 человек (2006) с тенденцией к стабилизации: 1169 человек (2012), плотность населения — 124,8 чел/км².

## Население
Население коммуны в 2011 году составляло — 1183 человека, а в 2012 году — 1169 человек.
| 1962 | 1968 | 1975 | 1982 | 1990 | 1999 | 2006 | 2007 | 2011 | 2012 |
| ---- | ---- | ---- | ---- | ---- | ---- | ---- | ---- | ---- | ---- |
| 312  | 304  | 361  | 455  | 944  | 1094 | 1179 | 1191 | 1183 | 1169 |

Динамика численности населения:

## Экономика
В 2010 году из 846 человек трудоспособного возраста (от 15 до 64 лет) 641 были экономически активными, 205 — неактивными (показатель активности 75,8 %, в 1999 году — 72,5 %). Из 641 активных трудоспособных жителей работали 581 человек (313 мужчин и 268 женщин), 60 числились безработными (29 мужчин и 31 женщина). Среди 205 трудоспособных неактивных граждан 68 были учениками либо студентами, 67 — пенсионерами, а ещё 70 — были неактивны в силу других причин.
На протяжении 2010 года в коммуне числилось 497 облагаемых налогом домохозяйств, в которых проживало 1049,5 человек. При этом медиана доходов составила 22 тысячи 079 евро на одного налогоплательщика.